# Hällefors
Hällefors ist ein Ort (tätort) in der schwedischen Provinz Örebro län und der historischen Provinz Västmanland. Er ist zugleich Hauptort der gleichnamigen Gemeinde.
Der Name des Ortes tauchte erstmals 1643 als Bezeichnung für ein Silberbergwerk (Hellefårs Sillfwerbruk) auf, das von 1639 bis ins 19. Jahrhundert Bestand hatte.
Hällefors liegt an der Bahnstrecke Kil–Ställdalen.

"Guds Hand" (Gottes Hand) – Skulptur von Carl Miller (1954) im Millesparken Hällefors

"Tre fåvitska jungfrur" (Drei eitle Jungfrauen) – Skulptur von Eric Grate (1955) im Mästarnas Park Hällefors

## Sehenswertes
Südlich der Ortsmitte liegt der Millesparken, ein Skulpturen- und Wohnpark, mit 18 Skulpturen von Carl Milles (1875–1955), der größten Sammlung außerhalb Stockholms. Carl Milles ist einer der bedeutendsten schwedischen Bildhauer.
Westlich des Ortskern befindet sich der Mästarnas Park mit Skulpturen von 11 Künstlern wie z. B. Johan Peter Molin (1814–1873) und Eric Grate (1896–1983).

## Persönlichkeiten
- Christina Karlsson (* 1946), Eisschnellläuferin